# Magritte des meilleurs costumes
Le Magritte des meilleurs costumes est une récompense décernée depuis 2011 par l'Académie André Delvaux, laquelle décerne également tous les autres Magritte du cinéma.

## Palmarès

### Années 2010
| Année | Film                                              | Costumier(s)                          |
| ----- | ------------------------------------------------- | ------------------------------------- |
| 2011  | Sœur Sourire                                      | Christophe Pidre, Florence Scholtes   |
| 2011  | Altiplano                                         | Anne Fournier                         |
| 2011  | My Queen Karo                                     | Bernadette Corstens                   |
| 2012  | La Fée                                            | Claire Dubien                         |
| 2012  | Les Géants                                        | Élise Ancion                          |
| 2012  | Quartier lointain                                 | Florence Scholtes                     |
| 2013  | Le Grand Soir                                     | Florence Laforge                      |
| 2013  | L'Exercice de l'État                              | Pascaline Chavanne                    |
| 2013  | La Folie Almayer                                  | Catherine Marchand                    |
| 2014  | Vijay and I                                       | Catherine Marchand                    |
| 2014  | Une chanson pour ma mère                          | Nathalie Deceuninck et Aliette Vliers |
| 2014  | Une place sur la Terre                            | Elise Ancion                          |
| 2015  | Marina                                            | Catherine Marchand                    |
| 2015  | L'Étrange Couleur des larmes de ton corps         | Jackye Fauconnier                     |
| 2015  | Tokyo fiancée                                     | Claire Dubien                         |
| 2016  | La Dame dans l'auto avec des lunettes et un fusil | Pascaline Chavanne                    |
| 2016  | Je suis mort mais j'ai des amis                   | Elise Ancion                          |
| 2016  | Tous les chats sont gris                          | Sabine Zappitelli                     |
| 2017  | Les Premiers, les Derniers                        | Élise Ancion                          |
| 2017  | Baden Baden                                       | Sandra Campisi                        |
| 2017  | Black                                             | Nina Caspari                          |
| 2018  | Noces                                             | Sophie Van Den Keybus                 |
| 2018  | Grave                                             | Élise Ancion                          |
| 2018  | King of the Belgians                              | Claudine Tychon                       |
| 2019  | Bye Bye Germany                                   | Nathalie Leborgne                     |
| 2019  | Girl                                              | Catherine van Bree                    |
| 2019  | Laissez bronzer les cadavres                      | Jackye Fauconnier                     |

### Années 2020
| 2020 | Seule à mon mariage   | Claudine Tychon  |
| 2020 | De Patrick            | Valérie Le Roy   |
| 2020 | Emma Peeters          | Gaëlle Fierens   |
| 2021 | Une vie démente       | Frédérick Denis  |
| 2021 | Filles de joie        | Ann Lauwerys     |
| 2021 | Mon légionnaire       | Catherine Cosme  |
| 2023 | Rien à foutre         | Prunelle Rulens  |
| 2023 | Close                 | Manu Verschueren |
| 2023 | L'Ombre d'un mensonge | Élise Ancion     |

## Nominations et récompenses multiples
Deux récompenses et une nomination :
- Catherine Marchand : récompensée en 2014 pour Vijay and I et en 2015 pour Marina, et nommée en 2013 pour La Folie Almayer.

Une récompense et cinq nominations :
- Élise Ancion : récompensée en 2017 pour Les Premiers, les Derniers, et nommée en 2012 pour Les Géants, en 2014 pour Une place sur la Terre, en 2016 pour Je suis mort mais j'ai des amis, en 2018 pour Grave et en 2023 pour L'Ombre d'un mensonge.

Une récompense et une nomination :
- Pascaline Chavanne : récompensée en 2016 pour La Dame dans l'auto avec des lunettes et un fusil et nommée en 2015 pour L'Exercice de l'État.
- Claire Dubien : récompensée en 2012 pour La Fée et nommée en 2015 pour Tokyo fiancée.
- Florence Scholtes : récompensée en 2011 pour Sœur Sourire (aux côtés de Christophe Pidre), et nommée en 2012 pour Quartier lointain.
- Claudine Tychon : récompensée en 2020 pour Seule à mon mariage, et nommée en 2018 pour King of the Belgians.

Deux nominations :
- Jackye Fauconnier : en 2015 pour L'Étrange Couleur des larmes de ton corps et en 2019 pour Laissez bronzer les cadavres.